# 석조팔각승탑
석조팔각승탑(石造八角僧塔)은 대한민국 서울특별시 성북구, 간송미술관에 있는 고려시대의 승탑이다. 1974년 5월 12일 서울특별시의 유형문화재 제29호로 지정되었다.

## 개요
이 부도탑의 주인공에 대해서는 알 수 없는데, 전에는 통일신라시대의 작품으로 보았다. 그러나 기단부 하대석 앙련(仰蓮)의 형태, 옥개석 지붕의 둔중함, 우동의 모습 등 각 부의 양식이나 조각 기법 등으로 보아 고려시대의 작품으로 추정된다. 전체적으로 간결하고 단순하며 아담한 모습을 보여 고려시대 부도의 멋이 간직되어 있다.
신라 말 고려 초에 유행하였던 팔각원당형(八角圓堂形) 사리탑으로, 지대석·기단·탑신·옥개석·상륜으로 구성되어 있다. 지대석은 팔각형이며 두 장의 돌로 이루어져 연결되어 있다. 상단에 턱을 두어 하단과 구분하였고, 상단 위에 각형(角形) 탑신 받침을 한 단 두어 기단부를 받도록 하였다. 기단부는 상·중·하대석으로 구성되었다. 하대석은 팔각형인데 지대석의 각과 서로 맞추어 배치되었다. 옆면은 8엽(葉) 단판(單瓣)의 연꽃으로 장식되었는데, 볼륨감은 떨어지나 윤곽선이 굵게 처리된 것이 특징이다. 잎맥이 연결된 중심선 끝에 귀꽃을 돌출시켜 장식했으나, 현재는 대부분 떨어져 나간 모습이다. 하대석 상단에는 각형과 호형(弧形)으로 된 2단의 받침을 두어 중대석을 받치도록 하였다. 중대석은 팔각형인데 표면에 별다른 장식이 없고 형태도 매우 둔중하다. 상대석은 팔각형이며 비교적 얇게 조각되었다. 하단은 중대석과 맞닿는 부분을 받침으로 처리하였고, 상단은 매우 얇게 턱을 두어 하단과 구분하였다. 탑신은 팔각형인데 기단부의 중대석과 마찬가지로 표면에 아무런 장식이 없고 둔중한 느낌을 주고 있다. 부분적으로 면석이 떨어져 나가 있는 등 파손이 보인다. 옥개석 역시 팔각형의 모임지붕으로, 전체적으로 납작하고 전각(轉角)과 처마의 반전(反轉)이 완만하다. 또한 우동(隅棟)의 윤곽이 매우 희미하여 양식상 시기가 내려가는 것으로 판단된다. 우동 끝에는 각각 큼직한 귀꽂이가 마련되었으나 현재는 일부가 떨어져 나가고 없다. 하단에는 옥개받침이 2단으로 마련되어 있다. 상륜부에는 큼직하고 둥글 납작한 보주가 얹혀 있다.

## 동산화된 부동산문화재
간송 전형필이 수집한 석조 문화재들로 현재 간송미술관 경내로 이전되어 동 미술관의 야외 전시물로 기능하고 있다.

## 참고 자료
- 석조팔각승탑 - 국가유산청 국가유산포털
- 이 문서에는 문화재청에서 공공누리 제1유형으로 배포된 자료를 바탕으로 한 내용이 포함되어 있습니다.

 본 문서에는 서울특별시에서 지식공유 프로젝트를 통해 퍼블릭 도메인으로 공개한 저작물을 기초로 작성된 내용이 포함되어 있습니다.